# 腓特烈·威廉一世 (黑森選侯)
腓特烈·威廉一世（Friedrich Wilhelm I.，1802年8月20日—1875年1月6日），黑森选侯国的最后一任选侯，1847年即位，1866年黑森选侯国被普魯士吞并，他被迫逊位。

## 统治时期
1831年1月卡塞尔发生骚乱。威廉二世被迫逃离卡塞尔，定居哈瑙的菲利普斯鲁厄和威廉巴德。9月30日，选侯世子弗里德里希·威廉成为摄政。从那时起他成为黑森-卡塞尔事实上的统治者。然而弗里德里希·威廉与他的父亲一样，与平民女格特鲁德·法尔肯施泰因有多名私生子，还在1831年与她结婚，封其为绍姆堡女伯爵。他的私生活和反动的政治观点使他失去了黑森选侯国人民的支持。在国内政治的长期争执后，与1850年颁布了邦国宪法，并重新组建了3月内阁。在德意志邦联和普鲁士王国的压力下，1862年再次制订了宪法。

## 逊位之后
1866年的普奥战争中，黑森站在奥地利一边。战争的结果是奥地利联盟的失败，黑森选侯国与石勒苏益格-荷爾斯泰因、汉诺威、拿騷及法兰克福一起被普鲁士吞并，黑森选侯国自1803年建立，经历了1806年至1813年短暂的被兼并，至1866年灭亡，历3主，间断统治了56年。
弗里德里希·威廉被迫流亡奧匈帝國，并于1875年1月6日在布拉格去世，葬于卡塞尔。由于他与格特鲁德·法尔肯施泰因的婚姻不合法，他的子女无权继承他的爵位，黑森-卡塞尔家族的选侯头衔也被剥夺，黑森-卡塞尔家族的族长由亲戚关系较远的黑森-鲁姆彭海姆支继承，黑森-鲁姆彭海姆领地伯爵腓特烈·威廉成为黑森-卡塞尔家族族长。

## 婚姻与子女
腓特烈·威廉于1831年6月26日在莱林斯豪森与平民格特鲁德·法尔肯施泰因（Gertrud Falkenstein，1803年5月18日—1882年7月9日）结婚，格特鲁德·法尔肯施泰因被封为绍姆堡女伯爵（Gfn von Schaumburg），1862年升为哈瑙和霍洛维茨女亲王（Pss von Hanau und zu Horowitz）。他们的婚姻是贵贱通婚，子女无权继承父亲的爵位。他们被父亲封为哈瑙和霍洛维茨亲王和女亲王。
- 长女格特鲁德（Auguste Marie Gertrud，1829年9月21日—1887年9月18日），1849年7月17日与伊森堡-怀赫特斯巴赫伯爵（后来成为亲王）斐迪南·马克西米利安三世结婚，有二子二女。
- 次女亚历山德琳·弗蕾德里克·威廉明妮（Alexandrine Friederike Wilhelmine，1830年12月22日—1871年12月21日），1851年与霍亨洛厄-厄林根亲王弗里德里希·奥古斯特二世（英语：August, Prince of Hohenlohe-Öhringen）的第四子斐利克斯结婚，有二子四女。
- 长子腓特烈·威廉（Friedrich Wilhelm，1832年11月18日—1889年5月14日），结婚两次，有二子。第五代哈瑙亲王海因里希二世是他的长孙。
- 次子莫里茨·菲利普·海因里希（Moritz Philipp Heinrich，1834年5月4日—1889年3月30日），第一代哈瑙亲王，1875年与安妮·冯·洛斯贝格结婚，无嗣。
- 三子威廉（Wilhelm，1836年12月19日—1902年6月3日），第二代哈瑙亲王（1889年—1902年），1866年娶绍姆堡-利珀亲王格奧爾格·威廉最小的女儿伊丽莎白，1868年离婚；1890年娶利珀-魏森费尔德的伊丽莎白。两次婚姻均没有子嗣。
- 三女玛丽·奥古斯苔（Marie Auguste，1839年8月22日—1917年3月26日），1857年与黑森-菲利普斯塔尔-巴赫菲尔德伯爵卡尔的第四子威廉·弗里德里希·恩斯特结婚，这次婚姻被视为贵贱通婚，玛丽·奥古斯苔被封为阿尔德克女亲王（Pss von Ardeck）。二人有二子三女，拥有阿尔德克亲王或女亲王的头衔。二人于1872年离婚。
- 四子卡尔（Karl，1840年11月29日—1905年1月27日），第三代哈瑙亲王（1902年—1905年），1882年娶赫尔明妮·格罗特女伯爵，没有子嗣。
- 五子腓特烈·威廉·海因里希·路德维希（Friedrich Wilhelm Heinrich Ludwig，1842年12月8日—1917年7月15日），第四代哈瑙亲王（1905年—1917年），1917年与玛尔塔·里格尔结婚，无嗣。
- 六子腓特烈·威廉·菲利普（Friedrich Wilhelm Philipp，1844年12月29日—1914年8月28日），1875年与阿尔贝汀·胡巴彻克-施陶泊（Albertine Hubatschek-Stauber）结婚，他们的三个儿子被封为绍姆堡伯爵。

| 腓特烈·威廉一世 (黑森選侯) 黑森王朝出生于：1802年8月20日逝世於：1875年1月6日 | 腓特烈·威廉一世 (黑森選侯) 黑森王朝出生于：1802年8月20日逝世於：1875年1月6日 | 腓特烈·威廉一世 (黑森選侯) 黑森王朝出生于：1802年8月20日逝世於：1875年1月6日 |
| 統治者頭銜                                                                   | 統治者頭銜                                                                   | 統治者頭銜                                                                   |
| ---------------------------------------------------------------------------- | ---------------------------------------------------------------------------- | ---------------------------------------------------------------------------- |
| 前任者： 威廉二世                                                            | 黑森選侯 1847年—1866年                                                       | 君主被廢黜 選侯國被普魯士吞併                                                |
| 官衔                                                                         |                                                                              |                                                                              |
| 前任者： 威廉二世 為黑森選侯                                                 | 黑森-卡塞爾家族首領 1847年—1866年                                            | 繼任者： 威廉一世 為德意志皇帝                                               |
| 王位覬覦者                                                                   |                                                                              |                                                                              |
| 失去頭銜 選侯國被普魯士吞併                                                  | — 名义上的 — 黑森選侯 1866年—1875年                                          | 繼任者： 腓特烈·威廉二世                                                     |

|}